# Arc-sous-Montenot
Arc-sous-Montenot é uma comuna francesa na região administrativa de Borgonha-Franco-Condado, no departamento de Doubs. Estende-se por uma área de 10,72 km². Em 2010 a comuna tinha 209 habitantes (densidade: 19,5 hab./km²).